# كيث فيلدينغ
كيث فيلدينغ (بالإنجليزية: Keith Fielding)‏ هو لاعب اتحاد الرغبي بريطاني، ولد في 8 يوليو 1949 في برمنغهام في المملكة المتحدة.